# Ustersbach
Ustersbach település Németországban, azon belül Bajorországban. Lakosainak száma 1239 fő (2023. december 31.).

## Népesség
A település népessége az elmúlt években az alábbi módon változott:
| Lakosok száma | 535  | 1042 | 1056 | 1005 | 1067 | 1102 | 1120 | 1167 | 1193 | 1239 |
|               | 1875 | 1950 | 1975 | 1987 | 2012 | 2014 | 2016 | 2017 | 2021 | 2023 |